# Antoine Joujou
Antoine Joujou (Mantes-la-Jolie, 12 marzo 2003) è un calciatore francese, ala del Parma.

## Carriera

### Club
Joujou si è formato nel settore giovanile di Melun, Èvry, Sénart-Moissy, Cesson e Brétigny. Nel 2020 è stato tesserato dal Le Havre come innesto per la squadra B.
Il 13 gennaio 2023 ha debuttato in prima squadra nell'incontro di Ligue 2 vinto per 3-1 contro il Nîmes. Il 2 febbraio 2023 ha firmato il suo primo contratto professionistico con il club valido fino al 2026 ed il 4 marzo dello stesso anno ha trovato la sua prima rete con il club biancorosso nella partita contro il Laval.
Il 28 agosto 2024 viene acquistato dal Parma che, contestualmente, lo lascia in prestito al Le Havre per un'altra stagione.

### Nazionale
Nel maggio 2023 è stato convocato dalla Francia Under-20 per il campionato mondiale.

## Statistiche

### Presenze e reti nei club
Statistiche aggiornate al 7 giugno 2025.
| Stagione          | Squadra           | Campionato        | Campionato | Campionato | Coppe nazionali | Coppe nazionali | Coppe nazionali | Coppe continentali | Coppe continentali | Coppe continentali | Altre coppe | Altre coppe | Altre coppe | Totale | Totale | Totale |
| Stagione          | Squadra           | Comp              | Pres       | Reti       | Comp            | Pres            | Reti            | Comp               | Pres               | Reti               | Comp        | Pres        | Reti        | Pres   | Reti   |        |
| ----------------- | ----------------- | ----------------- | ---------- | ---------- | --------------- | --------------- | --------------- | ------------------ | ------------------ | ------------------ | ----------- | ----------- | ----------- | ------ | ------ | ------ |
| 2020-2021         | Le Havre 2        | N3                | 1          | 1          |                 | -               | -               |                    | -                  | -                  |             | -           | -           | 1      | 1      |        |
| 2021-2022         | Le Havre 2        | N3                | 14         | 4          |                 | -               | -               |                    | -                  | -                  |             | -           | -           | 14     | 4      |        |
| 2022-2023         | Le Havre 2        | N3                | 5          | 1          |                 | -               | -               |                    | -                  | -                  |             | -           | -           | 5      | 1      |        |
| Totale Le Havre 2 | Totale Le Havre 2 | Totale Le Havre 2 | 20         | 6          |                 | 0               | 0               |                    | -                  | -                  |             | -           | -           | 20     | 6      |        |
| 2022-2023         | Le Havre          | L2                | 17         | 1          | CF              | 0               | 0               |                    | -                  | -                  |             | -           | -           | 17     | 1      |        |
| 2023-2024         | Le Havre          | L1                | 23         | 0          | CF              | 3               | 1               |                    | -                  | -                  |             | -           | -           | 26     | 1      |        |
| 2024-2025         | Le Havre          | L1                | 26         | 0          | CF              | 1               | 0               |                    | -                  | -                  |             | -           | -           | 27     | 0      |        |
| Totale Le Havre   | Totale Le Havre   | Totale Le Havre   | 66         | 1          |                 | 4               | 1               |                    | -                  | -                  |             | -           | -           | 70     | 2      |        |
| Totale carriera   | Totale carriera   | Totale carriera   | 86         | 7          |                 | 4               | 1               |                    | -                  | -                  |             | -           | -           | 90     | 8      |        |

## Palmarès

### Club

#### Competizioni nazionali
- Campionato francese di seconda divisione: 1

Le Havre: 2022-2023